# Cochliopina
Cochliopina é um género de gastrópode da família Hydrobiidae.
Este género contém as seguintes espécies:
- Cochliopina compacta
- Cochliopina milleri